# Ben Stiller
Pour les articles homonymes, voir Stiller.
Ben Stiller [bɛn ˈstɪlɚ] est un acteur, humoriste, réalisateur, scénariste et producteur de cinéma américain, né le 30 novembre 1965 à New York.
Il commence sa carrière comme réalisateur de clips musicaux et des sketchs comiques pour la télévision américaine, avant de devenir célèbre à la fin des années 1990 au cinéma pour ses rôles dans des films comiques tels que Mary à tout prix (1998), Mon beau-père et moi (2000), Zoolander (2001) et la comédie dramatique La Famille Tenenbaum (2001).
Ces projets, associés à ses nombreuses parodies de films et ses créations de personnages pour la télévision, lui valent de faire partie du Frat Pack, un terme regroupant les acteurs comiques hollywoodiens du moment (comme Will Ferrell, Vince Vaughn, Jack Black, Steve Carell et les frères Owen et Luke Wilson).
Durant les années 2000, il alterne cinéma familial à gros budget - les trilogies Mon beau-père (2000-2010), Madagascar (2005-2012) et La Nuit au Musée (2006-2014) - et comédies potaches : Un duplex pour trois (2003), Polly et moi (2004), Dodgeball ! Même pas mal ! (2004), Starsky et Hutch (2004) et Les Femmes de ses rêves (2007).
Il s'impose parallèlement comme réalisateur de cinéma : après le film indépendant Génération 90 (1994), il met en scène les comédies Disjoncté (1996), Zoolander (2001) et Tonnerre sous les tropiques (2008).
Durant les années 2010, il opère un virage dramaturgique avec sa cinquième réalisation, La Vie rêvée de Walter Mitty (2013), mais aussi une triple collaboration avec le cinéaste indépendant américain Noah Baumbach : Greenberg (2010), While We're Young (2014) et The Meyerowitz Stories (2017). En 2022 et 2025, il est un des principaux réalisateurs, et producteur exécutif des deux saisons de la série à succès Severance.

## Biographie

### Jeunesse et formation
Né dans l'arrondissement de Manhattan à New York, Ben Stiller est le fils des comédiens Jerry Stiller, connu pour avoir joué le rôle du père de George Costanza dans la série Seinfeld, et Anne Meara. Il est également le frère d'Amy Stiller. Il a des origines juives russes et autrichiennes par son père et des origines irlandaises par sa mère. Son père est juif et sa mère, catholique, se convertit au judaïsme réformé après son mariage,. Il accompagne parfois ses parents comédiens sur les plateaux, et fait d'ailleurs une apparition dans l'émission The Mike Douglas Show alors qu'il a 6 ans. Il confesse dans une interview qu'il avait vécu une enfance peu ordinaire : « d'une certaine façon, c'était une éducation "show-business" ; beaucoup de voyages, beaucoup de jours où on se couche tard : ce n'est pas ce que l'on pourrait qualifier de traditionnel », dit-il.
Il montre rapidement un intérêt précoce pour la réalisation de films, faisant des courts métrages en super 8 avec sa sœur Amy (également actrice) et ses amis. À 10 ans, il fait ses débuts d'acteur en tant qu'invité dans la série télévisée à laquelle sa mère participe, intitulée Kate McShane (en). Alors qu'il est au lycée, il est inspiré par le Second City Television, un programme télévisé canadien de sketches. Ben se rend compte alors qu'il veut écrire des sketches et devenir un comique.
En 1983, après avoir obtenu son diplôme de lycée à la Calhoun School de New York, il s'inscrit en tant qu'étudiant en cinéma à l'université de Californie à Los Angeles. Ben Stiller y reste neuf mois avant d'abandonner l'université pour revenir à New York. Il y prend des cours de théâtre et fait des auditions tout en essayant de trouver un agent.
Débutant, il travaille dans des théâtres de banlieue pour des pièces de l'avant-garde artistique, dans lesquelles il joue des rôles symboliques comme celui d'une « chaise » ou de la « raison dialectique ».

### Débuts dans la comédie (années 1980)
Il obtient un rôle dans le remake de The House of Blue Leaves de John Guare à Broadway aux côtés de John Mahoney, une pièce qui plus tard remporta quatre Tony Awards . Alors que la pièce était en représentation, Stiller produit un documentaire parodique et satirique dans lequel le premier rôle est tenu par Mahoney. Son travail comique est si bien perçu par les acteurs et l'équipe de la pièce qu'il poursuit avec un court métrage de 10 minutes intitulé The Hustler of Money, une parodie du film de Martin Scorsese La Couleur de l'argent. Ce court métrage attire l'attention de l'émission comique Saturday Night Live qui le diffuse en 1987 et deux ans après, on lui propose d'écrire des sketches pour le programme . Pendant ce temps, il interprète un petit rôle dans le film de Steven Spielberg, Empire du soleil.
En 1989, Stiller écrit pour et apparaît dans une saison de Saturday Night Live. Cependant, les responsables du programme ne voulaient pas qu'il réalise d'autres courts métrages, c'est pourquoi il se retire après cinq émissions . Il fait ensuite un film appelé Elvis Stories, un court métrage présentant une série de parodies concernant Elvis Presley et des titres de tabloïds le concernant comme « Elvis est John Lennon » ou « un coiffeur possédé par Elvis ». Dans ce court métrage, Stiller partage l'affiche avec ses amis et stars John Cusack, Jeremy Piven, Mike Myers, Andy Dick et Jeff Kahn. Le film est un succès, ce qui l'encourage à poursuivre son travail : il réalise un nouveau court métrage pour MTV, intitulé Back to Brooklyn.

### The Ben Stiller Showet première réalisation (1990-1994)
MTV est tellement impressionnée par le court-métrage qu'elle offre à Stiller un programme hebdomadaire sur leur antenne spécialement pour lui où il dévoile des images de coulisses de programmes télévisés comiques. L'émission parodiait également certaines émissions TV, des stars de la musique, et des films. Le show a notamment lancé les carrières de Janeane Garofalo et de Bob Odenkirk, mais est annulé au bout de sa première saison.
Peu importe, Stiller rejoint la grande chaîne gratuite Fox pour qui il produit, réalise et joue l'émission à sketches Ben Stiller Show. Seuls douze épisodes sont diffusés par la chaîne en 1992. Un 13e épisode inédit sera diffusé plus tard sur la chaîne Comedy Central. Parmi les principaux auteurs du show qui sont Stiller et Judd Apatow, les membres du casting, mis à part Stiller, sont Janeane Garofalo, Andy Dick et Bob Odenkirk. Les audiences sont assez basses et l'émission est annulée, mais celle-ci reçoit des critiques positives, et Stiller se voit attribuer un Emmy pour « réussite individuelle notable pour l'écriture d'un programme de variétés ou musical »,,.
En 1994, après quelques rôles dans des films comme Stella, Highway to hell et une apparition dans The Nutt House, Stiller accorde du temps à l'écriture, se procure des fonds et une équipe de tournage pour réaliser une romance, le film indépendant Génération 90 qu'il réalise et qui est produit par Danny DeVito (qu'il retrouvera sur le long-métrage de ce dernier, Un duplex pour trois et pour Polly et moi, que DeVito produit). Le film fait un bon démarrage au box-office et a obtenu des critiques mitigées,.
Il intéresse cependant les studios.

### Star de la comédie américaine (1996-2001)

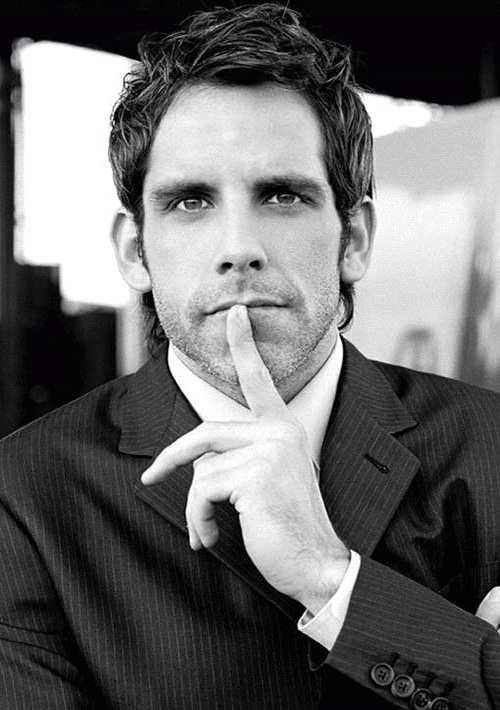
Stiller photographié par Jerry Avenaim, en 2006.

En 1996, il réalise un film au budget plus élevé (47 millions de dollars), Disjoncté, avec la star du moment, Jim Carrey. Celui-ci bat alors le record du plus gros chèque encaissé pour un film, d'un montant de 20 millions de dollars. Le film, qui tire vers l'humour noir, permet à Stiller de rencontrer Jack Black et Owen Wilson, avec lesquels il tourne plusieurs films par la suite. Le long-métrage permet aussi de lancer Stiller comme acteur de comédie, grâce à une performance de souffre-douleur romantique mais attachant qui devient sa marque de fabrique.
Comme acteur, il se fait remarquer en 1995 auprès de ses parents dans le film de famille La Colo des gourmands, où il tient deux rôles. Puis il enchaîne avec un petit rôle non crédité dans la comédie d'Adam Sandler, Happy Gilmore, celui de Hal, le surveillant de maison de retraite psychopathe,.
La même année que Disjoncté, il apparait dans deux autres films, plutôt dans un registre comico-tragique : la romance La Fille d'en face, réalisée et interprétée par Eric Schaeffer, où il tient un second rôle, aux côtés notamment de Sarah Jessica Parker. Surtout, il est propulsé tête d'affiche de la comédie dramatique Flirter avec les embrouilles, écrite et réalisée par David O. Russell, où il joue un jeune père de famille, tiraillé entre son épouse incarnée par Patricia Arquette et une séduisante collègue interprétée par Tea Leoni.
Après un premier court-métrage dédié au personnage de Zoolander en 1996, il est invité en 1997 pour présenter les MTV Video Music Awards, émission pour laquelle il réalise cette fois une parodie des Backstreet Boys. Durant cette année 1997, il fait aussi une apparition mémorable dans un épisode de la sitcom à succès Friends.
Durant l'été 1998 sort Mary à tout prix, où il tient le premier rôle masculin, aux côtés de Cameron Diaz. Le succès de cette comédie potache propulse les carrières des deux comédiens avant en devenant leur premier succès commercial aux États-Unis et dans le monde. La même année, Stiller joue aux côtés de Bill Pullman dans le film indépendant La Méthode zéro, écrit et réalisé par Jake Kasdan, puis le film d'auteur Entre amis et voisins, de Neil LaBute et enfin partage l'affiche de la romance Permanent Midnight avec Maria Bello.
En 1999, il surprend en tenant le premier rôle de Mystery Men, une parodie de films de superhéros lui permettant de retrouver une partie de la bande du Ben Stiller Show. Il fait aussi partie du casting de jeunes valeurs montantes réunies par James Toback pour son film indépendant Black and White.
La même année, il retourne au métier de réalisateur avec une nouvelle parodie sous forme de série avec Jack Black, intitulée Heat Vision and Jack. Cependant, le pilote de cette série n'est pas retenu par Fox pour figurer dans leur grille de programmes, annulant ainsi le projet.
En 2000, il partage l'affiche de la comédie romantique Au nom d'Anna avec Jenna Elfman et Edward Norton, également réalisateur. Le film opère aussi dans un registre dramatique. C'est face à Robert De Niro dans la comédie Mon beau-père et moi qu'il connait le deuxième plus gros succès commercial de sa carrière. Le rôle du maladroit Gaylord Focker le confirme dans un registre de souffre-douleur idéal. Le film est bien accueilli par la critique et obtient un énorme succès commercial avec plus de 300 millions de dollars à travers le monde ; il engendre deux suites,.
La même année, MTV l'invite à nouveau pour réaliser un sketch parodique. Il signe ainsi Mission : Improbable, une parodie du blockbuster Mission impossible et de certains films de la carrière de Tom Cruise.
Il profite surtout de ce succès pour lancer un projet de long-métrage : en 2001, il réalise et joue dans la satire du monde de la mode Zoolander. Le long-métrage est basé sur le personnage qu'il avait créé cinq ans auparavant avec Drake Sather, dans lequel il partage la vedette avec son épouse Christine Taylor, Owen Wilson, Will Ferrell et son père Jerry. Ce film voit l'apparition de plusieurs célébrités dont entre autres Donald Trump, Paris Hilton, Lenny Kravitz, Heidi Klum, Natalie Portman et David Bowie. Le film fut banni en Malaisie en raison du sujet (l'intrigue centrée autour de la tentative d'assassinat du Premier ministre de Malaisie). Les séquences du World Trade Center, furent supprimées numériquement et le film sorti peu de temps après les attentats du 11 septembre.
Il déclare dans une interview pour Parade Magazine que Robert Klein, George Carlin et Jimmie Walker étaient des références pour lui et sa carrière de comique[réf. souhaitée].
La même année, il retrouve Owen Wilson dans la comédie dramatique La Famille Tenenbaum, écrite et réalisée par Wes Anderson.

### Confirmation commerciale (années 2000)

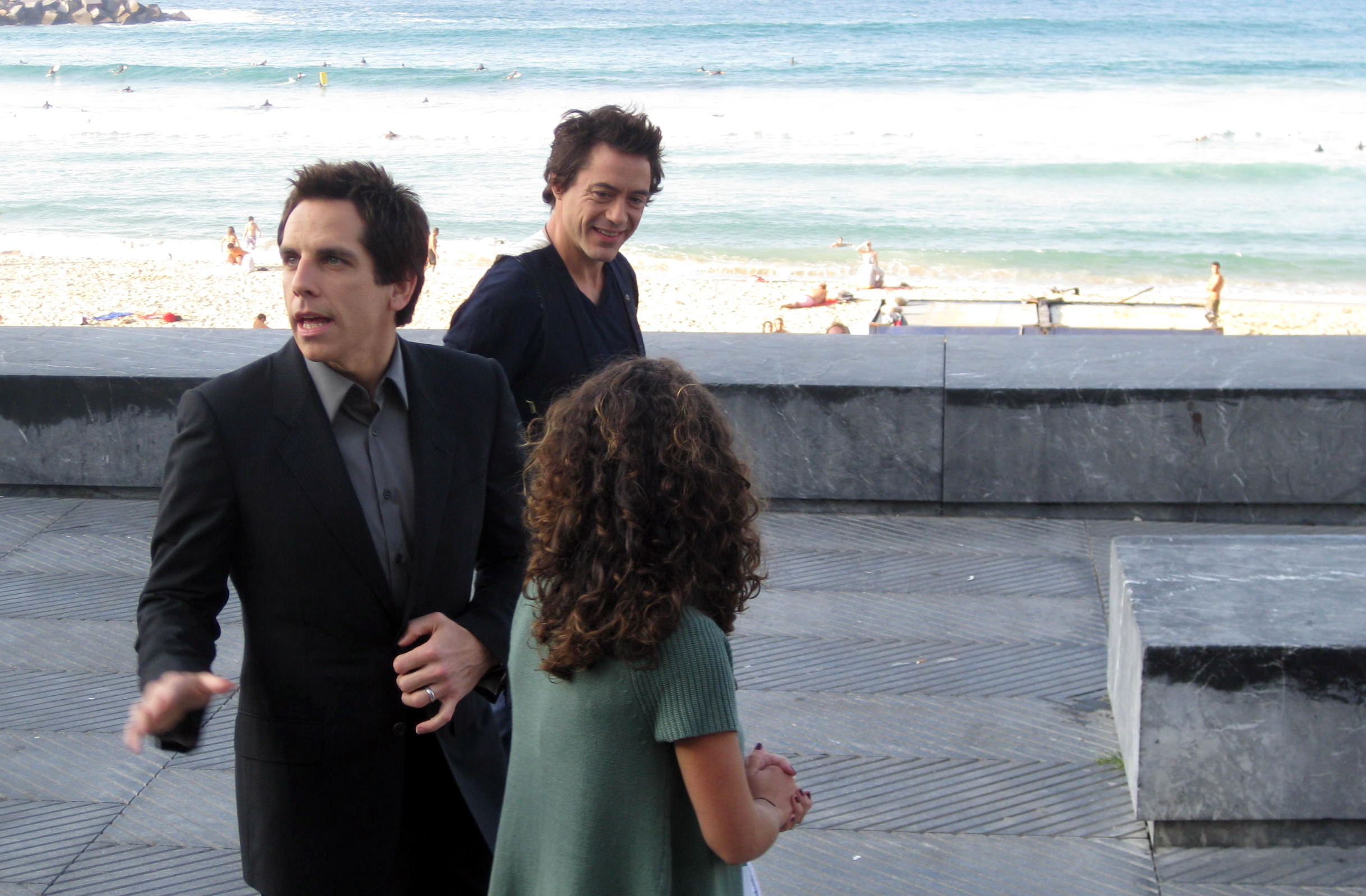
Le réalisateur aux côtés de l'acteur Robert Downey Jr. au San Sebastian Film Festival 2008, pour la présentation de Tonnerre sous les tropiques.

Durant le reste des années 2000, il enchaîne les comédies populaires : les romances Un duplex pour trois (2003), face à Drew Barrymore puis Polly et moi (2004), avec Jennifer Aniston. Cette même année, il joue dans cinq autres longs-métrages : Starsky et Hutch, avec Owen Wilson ; puis Dodgeball ! Même pas mal !, avec Vince Vaughn ; la suite Mon beau-père, mes parents et moi, avec la participation de Dustin Hoffman ; enfin, il participe à la comédie culte Présentateur vedette : La Légende de Ron Burgundy, portée par Will Ferrell et la comédie indépendante Envy, aux côtés de Jack Black.
L'année suivante, il prête sa voix à l'un des héros du film d'animation Madagascar. Un énorme succès commercial au box-office américain, qui marque le début d'une nouvelle franchise.
En 2006, il apparaît dans la comédie L'École des dragueurs, de Todd Phillips, mais aussi dans l'expérimental Tenacious D et le Médiator du destin, porté par Jack Black. Il officie aussi comme producteur sur ce dernier projet. La même année, comme acteur, il ajoute un nouveau succès à son palmarès : la comédie d'aventures à gros budget La Nuit au musée, aux côtés de Robin Williams. Le film, un nouveau succès commercial, lance une trilogie.
En juillet de la même année, Ben Stiller annonce vouloir diriger et jouer dans une série télévisée avec sa femme à l'affiche, qui devrait figurer sur la liste de programmes de CBS[source secondaire nécessaire]. Le projet n'aboutit cependant pas[source secondaire souhaitée].
En 2007, il retrouve les scénaristes-réalisateurs Peter et Bobby Farrelly pour une nouvelle comédie romantique potache, Les Femmes de ses rêves. La même année, il finit de tourner sa prochaine réalisation, une comédie d'action à gros budget, Tonnerre sous les tropiques. Il en partage l'affiche avec Jack Black et Robert Downey Jr.. Le film lui permet cette fois de satiriser le microcosme hollywoodien, via l'épopée d'une poignée d'acteurs narcissiques perdus dans une jungle du sud-est asiatique, en plein Triangle d'or. Pour cette quatrième réalisation, il participe largement à l'écriture, et pousse beaucoup plus loin son ton irrévérencieux. Le long-métrage rencontre un succès public - le plus grand succès commercial en tant que réalisateur ainsi que critique,. La même année, à destination d'un public plus familial, il retrouve le rôle d'Alex le lion dans Madagascar 2.
En 2009, il apparaît dans une autre suite : La Nuit au musée 2, toujours mise en scène par Shawn Levy. La même année, il conclut la trilogie Fockers avec Mon beau-père et nous, réalisé par Paul Weitz. Les années 2010 sont placées sous le sceau d'un cinéma plus grave.

### Virage dramatique (années 2010)

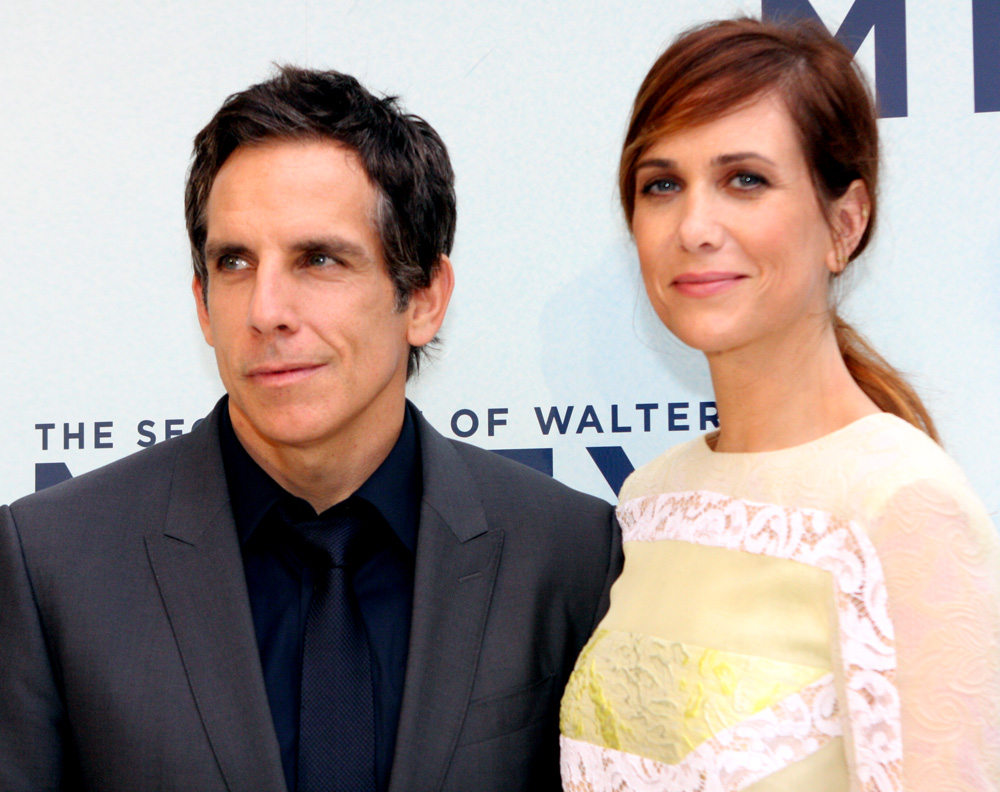
L'acteur à l'avant-première australienne de La Vie rêvée de Walter Mitty, aux côtés de sa partenaire Kristen Wiig.

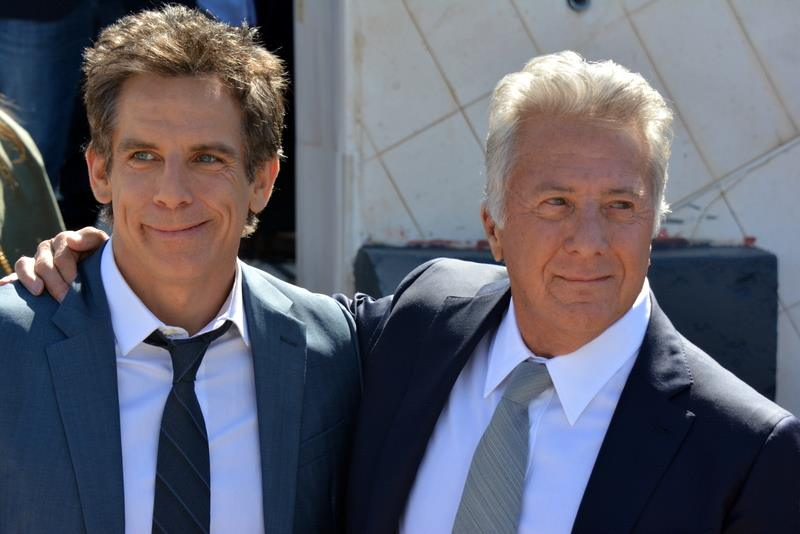
L'acteur aux côtés de Dustin Hoffman au Festival de Cannes 2017, pour la présentation de The Meyerowitz Stories.

En 2010, il tient également le rôle-titre de la comédie dramatique indépendante Greenberg, de Noah Baumbach, où il livre une interprétation à rebours de ses succès des années 2000.
À la suite des échecs critiques et commerciaux de deux projets grand public (la comédie d'action Le Casse de Central Park (2011), avec Eddie Murphy, puis la comédie fantastique Voisins du troisième type (2012), aux côtés de Vince Vaughn), il se recentre vers le drame et le cinéma indépendant.
En 2012, il dévoile son cinquième film comme réalisateur, l'introspectif La Vie rêvée de Walter Mitty. La même année, il dit au revoir à deux trilogies à succès, en sortant Madagascar 3 : Bons baisers d'Europe, puis en finissant le tournage de La Nuit au musée : Le Secret des Pharaons.
En 2014, il retrouve le réalisateur Noah Baumbach pour While We're Young, où il incarne un quinquagénaire refusant de vieillir, aux côtés de Naomi Watts.
Deux ans plus tard, il livre une suite inattendue, Zoolander 2, qui le voit reprendre un rôle devenu culte.
En 2017, il est la tête d'affiche de deux films indépendants : Brad's Status, de Mike White, où il incarne un père de famille miné par les regrets, puis The Meyerowitz Stories, troisième collaboration avec le cinéaste Noah Baumbach, qui le voit aussi retrouver Adam Sandler, à contre-emploi, mais aussi Dustin Hoffman, une nouvelle fois dans le rôle de son père.
L'année suivante, il co-produit et met en scène les sept épisodes de la mini-série dramatique Escape at Dannemora, avec Benicio del Toro, Patricia Arquette et Paul Dano dans les rôles principaux.

### Vie privée
Côté vie privée, Ben Stiller est marié depuis mai 2000 à l’actrice Christine Taylor, rencontrée sur le tournage d’une série. Le couple donne naissance à deux enfants : Ella Olivia (née en avril 2002) et Quinlin Dempsey (né en juillet 2005). Le couple s’est séparé en 2017 après dix-sept ans de mariage, mais pendant la pandémie de coronavirus, les deux amoureux se sont rapprochés jusqu’à tomber à nouveau dans les bras l’un de l’autre. Ben Stiller le confirme en février 2022.
Le 10 octobre 2016, il annonce dans une émission radio qu'il est en rémission d'un cancer de la prostate, diagnostiqué à temps.
En mars 2017, Juanpa Zurita, Chakabars, Jérôme Jarre, Casey Neistat et Ben Stiller lancent une campagne visant à recueillir des dons contre la famine en Somalie. L'action, baptisée Love Army For Somalia, a réussi en seulement quelques jours à lever 1,8 million de dollars afin d'acheter de la nourriture. En mai de la même année, un des avions prêtés par Turkish Airlines a aidé à distribuer les tonnes de nourriture achetées pour les habitants.
En 2022, il se rend en Ukraine et en Pologne et s'engage en tant qu'ambassadeur de bonne volonté du Haut Commissariat aux réfugiés.

## Filmographie

### Acteur

#### Cinéma
- 1988 : Shoeshine de Tom Abrams[41] : Tom
- 1988 : À la poursuite de Lori de Steven Lisberger : Chris Honeywell
- 1988 : Empire du soleil de Steven Spielberg : Dainty
- 1988 : Comme un cheval fou de David Anspaugh : Tipton
- 1989 : Elvis Stories, court-métrage de Ben Stiller : Bruce - également scénariste
- 1989 : That's Adequate de Harry Hurwitz : Chip Lane
- 1989 : Un flic à Chicago de John Irvin : Lawrence Isabella
- 1990 : Stella de John Erman : Jim Uptergrove
- 1991 : L'Autoroute de l'enfer d'Ate de Jong : le cuisinier de Pluton / Attila
- 1992 : The Nutt House d'Adam Rifkin : lanceur de tarte (caméo, non crédité au générique)
- 1994 : Génération 90 de Ben Stiller : Michael Grates
- 1995 : La Colo des gourmands de Steven Brill : Tony Perkis / Tony Perkis, Sr.
- 1996 : Happy Gilmore de Dennis Dugan : Hal (non crédité au générique)
- 1996 :  La Fille d'en face d'Eric Schaeffer : Bwick Elias
- 1996 : Flirter avec les embrouilles de David O. Russell : Mel Coplin
- 1996 : Disjoncté de Ben Stiller : Sam Sweet / Stan Sweet
- 1997 : Crazy Town de James McTeigue : Agent Jimmy
- 1998 : La Méthode zéro de Jake Kasdan : Steve Arlo
- 1998 : Mary à tout prix de Peter et Bobby Farrelly : Ted Stroehmann
- 1998 : Entre amis et voisins de Neil LaBute : Jerry
- 1998 : Permanent Midnight de David Veloz : Jerry Stahl
- 1999 : The Suburbans de Donal Lardner Ward : Jay Rose
- 1999 : Mystery Men de Kinka Usher : M. Furious
- 1999 : Black and White de James Toback : Mark Clear
- 2000 : The Independent de Stephen Kessler : le policier
- 2000 : Au nom d'Anna d'Edward Norton : Rabbin Jake Schram
- 2000 : Mon beau-père et moi de Jay Roach : Gaylord « Greg » Focker
- 2001 : Zoolander de Ben Stiller : Derek Zoolander (également producteur et scénariste)
- 2001 : La Famille Tenenbaum de Wes Anderson : Chas Tenenbaum
- 2002 : Orange County de Jake Kasdan : le pompier
- 2003 : Un duplex pour trois de Danny DeVito : Alex Rose (également producteur)
- 2003 : Nobody Knows Anything! de William Tannen : l'expert (caméo, non crédité au générique)
- 2003 : Pauly Shore est mort de Pauly Shore : lui-même (caméo, non crédité au générique)
- 2004 : Polly et moi de John Hamburg : Reuben Feffer
- 2004 : Starsky et Hutch de Todd Phillips : David Starsky (également producteur délégué)
- 2004 : Envy de Barry Levinson : Tim Dingman
- 2004 : Dodgeball ! Même pas mal ! de Rawson Marshall Thurber : White Goodman (également producteur)
- 2004 : Présentateur vedette : La Légende de Ron Burgundy d'Adam McKay : Arturo Mendez (cameo)
- 2004 : Mon beau-père, mes parents et moi de Jay Roach : Gaylord « Greg » Focker
- 2004 : What's the Name of That Song de Victor DiNapoli (vidéo)
- 2005 : Madagascar de Eric Darnell et Tom McGrath : Alex (voix)
- 2005 : Sledge: The Untold Story de Brad Martin : Commander (non crédité au générique)
- 2006 : Danny Roane: First Time Director d'Andy Dick : lui-même
- 2006 : L'École des dragueurs de Todd Phillips : Lonnie
- 2006 : Tenacious D et le Médiator du destin de Liam Lynch : le type au magasin de guitare (caméo - également producteur délégué)
- 2006 : La Nuit au musée de Shawn Levy : Larry Daley
- 2007 : Les Femmes de ses rêves de Peter et Bobby Farrelly : Eddie Cantrow
- 2007 : Les Rois du patin de Josh Gordon et Will Speck (uniquement producteur)
- 2008 : Madagascar 2 d'Eric Darnell et Tom McGrath : Alex (voix)
- 2008 : Les Ruines de Carter Smith (également producteur délégué)
- 2008 : Tonnerre sous les tropiques de Ben Stiller : Tugg Speedman (également producteur et scénariste)
- 2009 : The Marc Pease Experience de Todd Louiso : Jon Gribble
- 2009 : La Nuit au musée 2 de Shawn Levy : Larry Daley
- 2009 : The Boys: L'Histoire des frères Sherman de Gregory V. Sherman et Jeff Sherman (uniquement producteur)
- 2010 : Megamind de Tom McGrath : Bernard (voix)
- 2010 : Greenberg de Noah Baumbach : Roger Greenberg
- 2010 : The Trip de Michael Winterbottom
- 2010 : Mon beau-père et nous de Paul Weitz : Gaylord « Greg » Focker
- 2011 : Le Casse de Central Park de Brett Ratner : Josh Kovacs
- 2012 : Voisins du troisième type d'Akiva Schaffer : Evan
- 2012 : Madagascar 3 : Bons Baisers d'Europe d'Eric Darnell et Tom McGrath : Alex (voix)
- 2013 : La Vie rêvée de Walter Mitty de Ben Stiller : Walter Mitty
- 2014 : La Nuit au musée : Le Secret des Pharaons de Shawn Levy : Larry Daley
- 2014 : While We're Young de Noah Baumbach: Josh Cornelia Srebnick
- 2016 : Zoolander 2 (Zoolander No. 2) de Ben Stiller : Derek Zoolander
- 2017 : La Vie, ma vie (Brad's Status) de Mike White : Brad
- 2017 : The Meyerowitz Stories de Noah Baumbach : Matthew Meyerowitz
- 2020 : Hubie Halloween de Steven Brill : Hal L. (caméo)
- 2021 : Locked Down de Doug Liman : Guy
- 2024 : Nutcrackers de David Gordon Green : Michael Maxwell
- 2024 : Dear Santa de Bobby Farrelly : Lucifer (non crédité)
- 2025 : Happy Gilmore 2 de Kyle Newacheck : Hal

#### Télévision

##### Téléfilms
- 1990 : Cash express : Freddy Novak
- 2009 : Joyeux Noël Madagascar : Alex (voix)
- 2013 : Madagascar : À la folie : Alex (voix)

##### Séries télévisées
- 1986 : Aline et Cathy : Peter
- 1987 : The Hustler of Money : Vince (également réalisateur et producteur)
- 1987 : The House of Blue Leaves : Ronnie Shaughnessy
- 1987 : Deux flics à Miami : « Fast » Eddie Felcher (saison 4, épisode 2)
- 1989 : Saturday Night Live (également réalisateur)
- 1990-1993 : The Ben Stiller Show : lui-même (2 épisodes - également réalisateur et producteur)
- 1997 : Friends : Tommy (saison 3, épisode 22)
- 1999 : Heat Vision and Jack (également réalisateur et producteur)
- 1999 : Freaks and Geeks : agent Meara, le garde du corps (saison 1, épisode 17 - non crédité)
- 2002 : Les Années campus : Rex (saison 1, épisode 16)
- 2002 : Un gars du Queens : Jerry, le père d'Arthur Spooner (saison 4, épisode 25)
- 2004-2007 : Larry et son nombril (Curb Your Enthusiasm) : lui-même (4 épisodes)
- 2005-2019 : Arrested Development : Tony Wonder (5 épisodes)
- 2009 : The Station (également réalisateur et producteur)
- 2010 : Stiller and Meara (également réalisateur et producteur)
- 2011 : Funny or Die Presents… : Ben (saison 2, épisode 3 - segment de Do You Want to See a Dead Body?)
- 2012 : Eagleheart : Silly Sammy (1 épisode)
- 2012-2013 : Burning Love (en) : Joe Rutherford (4 épisodes)
- 2015 : Workaholics : Del Jacobson (saison 5, épisode 2)
- 2015 : Another Period : Charles Ponzi (1 épisode)
- 2016 : Haters Back Off : lui-même (saison 1, épisode 3)

##### Télé réalité
- 2014 : Star vs Wild : lui - même (saison 1, épisode 2 )

#### Clips vidéos
Cette section ne s'appuie pas, ou pas assez, sur des sources secondaires ou tertiaires indépendantes du sujet. Le texte peut contenir des analyses inexactes ou inédites de sources primaires.
Pour l'améliorer, ajoutez-en, ou placez des modèles {{Source secondaire souhaitée}} ou {{Source secondaire nécessaire}} sur les passages mal sourcés. (septembre 2024)
Ben Stiller est apparu dans quelques clips, dont :
- Smash Mouth pour leur chanson All Star, où il apparaît à travers des extraits de scènes du film Mystery Men.
- Limp Bizkit pour la chanson Rollin, dans lequel il donne les clés à son copain Fred Durst et lui dit « N'abîme pas la voiture ». Il est également apparu dans un titre caché de leur album Chocolate Starfish and the Hot Dog Flavored Water.
- Tenacious D pour la chanson Tribute
- P.Diddy pour la chanson Bad Boy for Life, où il est le voisin de P. Diddy et s'emmêle dans les différents surnoms du rappeur.
- Jack Johnson pour la chanson Taylor.
- Beastie Boys pour le film du concert 2006 Awesome: I Fuckin' Shot That!, où l'on aperçoit Stiller et sa femme parmi le public.
- Travis pour la chanson Closer, où il joue un responsable d'un supermarché.
- McFly pour la chanson Friday Night, où l'on peut[style à revoir] apercevoir des extraits de La Nuit au musée dans lequel il joue le gardien de nuit du muséum d'histoire naturelle.
- SZA pour la chanson Drive, où il joue un conducteur de voiture dans une virée nocturne et solitaire sur une route de campagne.

### Réalisateur
- 1989 : Elvis Stories (court métrage)
- 1994 : Génération 90 (Reality Bites)
- 1996 : Disjoncté (The Cable Guy)
- 2001 : Zoolander
- 2008 : Tonnerre sous les tropiques (Tropic Thunder)
- 2013 : La Vie rêvée de Walter Mitty (The Secret Life of Walter Mitty)
- 2016 : Zoolander 2 (Zoolander No. 2) (également scénariste et producteur)
- 2018 : Escape at Dannemora (mini-série TV) - 7 épisodes (également producteur)
- 2021 : Severance (série TV)

## Distinctions
En 2004, Ben Stiller a été nommé pour un Razzie Award du plus grand nombre de nanars en une seule année (quatre en douze mois dont Dodgeball ! Même pas mal ! et Starsky et Hutch).

### Récompenses
- Primetime Emmy Awards 1993 : Meilleure prestation individuelle pour une émission de variétés ou musicale pour The Ben Stiller Show (1992-1995) partagé avec les scénaristes Judd Apatow (Scénariste), Robert Cohen (Scénariste), Brent Forrester (Scénariste), Jeff Kahn (Scénariste), Bruce Kirschbaum (Scénariste), Bob Odenkirk (Scénariste), Sultan Pepper (Scénariste), Dino Stamatopoulos (Scénariste) et David Cross (Scénariste).
- Peabody Awards 2002 : Lauréat du Prix Peabody dans un drame musical pour America: A Tribute to Heroes (2001) partagé avec Bruce Springsteen, Sylvester Stallone, Take 6, U2, Eddie Vedder, Mark Wahlberg, Sela Ward, Don Was, Robin Williams, Stevie Wonder, Neil Young, Pope John Paul II, Eli Attie, Chris Connelly, Marshall Herskovitz, David Leaf, Ann F. Lewis, Peggy Noonan, David Wild, Edward Zwick, Mike Campbell, Robert Shrum, Muhammad Ali, Bill Clark, Terry Edmonds, Phil Rosenthal, Amy Brenneman, Wes Borland, Eugene Pack, Mariah Carey, Adam Clayton, Jim Carrey, Bono, Tom Fontana, Jon Bon Jovi, Beth McCarthy-Miller, Halle Berry, Joel Gallen, Sheryl Crow, Tom Cruise, Cindy Crawford, George Clooney, The Edge, Bruce Springsteen, Sylvester Stallone, Take 6, U2, Eddie Vedder, Mark Wahlberg, Sela Ward, Don Was, Robin Williams, Stevie Wonder, Neil Young, Pope John Paul II, Eli Attie, Chris Connelly, Marshall Herskovitz, David Leaf, Ann F. Lewis, Peggy Noonan, David Wild, Edward Zwick, Mike Campbell, Robert Shrum, Muhammad Ali, Bill Clark, Terry Edmonds, Phil Rosenthal, Amy Brenneman, Wes Borland, Eugene Pack, Mariah Carey, Adam Clayton, Jim Carrey, Bono, Tom Fontana, Jon Bon Jovi, Beth McCarthy-Miller, Halle Berry, Joel Gallen, Sheryl Crow, Tom Cruise, Cindy Crawford, George Clooney et The Edge.
- 2019 : Directors Guild of America de la meilleure réalisation pour une mini-série ou un téléfilm pour Escape at Dannemora (2018) partagé avec Adam Brightman (Directeur de production), Bill Carraro (Directeur de production), Lisa M. Rowe (Premier assistant réalisateur), Lyda Blank (Premier assistant réalisateur), Philip A. Patterson (Premier assistant réalisateur), Kevin R. Shields (Second assistant réalisateur), Luke Crawford (Second assistant réalisateur) et Hyo Park (Régisseur général).

### Nominations
- 1999 : American Comedy Awards de l'acteur le plus drôle dans un rôle principal pour Mary à tout prix (1998).
- 1999 : Blockbuster Entertainment Awards de l'acteur préféré pour Mary à tout prix (1998).
- MTV Movie Awards 1999 : 
  - Meilleure performance comique pour Mary à tout prix (1998).
  - Meilleur duo à l'écran partagé avec Cameron Diaz pour Mary à tout prix (1998).
  - Meilleur baiser partagé avec Cameron Diaz pour Mary à tout prix (1998).
- 2001 : Awards Circuit Community Awards de la meilleure distribution dans une comédie dramatique pour La Famille Tenenbaum (2001) partagé avec Danny Glover, Gene Hackman, Anjelica Huston, Bill Murray, Gwyneth Paltrow, Luke Wilson et Owen Wilson.
- 2001 : Blockbuster Entertainment Awards de l'acteur préféré pour Mon beau-père et moi (2000).
- 2001 : Golden Schmoes Awards de la célébrité préférée de l'année.
- 2001 : MTV Movie Awards du meilleur duo à l'écran partagé avec Robert De Niro pour Mon beau-père et moi (2000).
- MTV Movie Awards 2002 :
  - Meilleur duo à l'écran partagé avec Owen Wilson pour Zoolander (2001).
  - Meilleure réplique pour Zoolander (2001).
- MTV Movie Awards 2004 :
  - Meilleure séquence de danse partagé avec Jennifer Aniston dans une comédie romantique pour Polly et moi (2004).
  - Meilleure équipe à l'écran partagé avec Owen Wilson dans une comédie policière pour Starsky et Hutch (2004).
- 2004 : Online Film & Television Association Awards du meilleur acteur invité pour Larry et son nombril (Curb Your Enthusiasm) (2004-2007).
- 2005 : MTV Movie Awards de la meilleure performance comique dans une comédie pourDodgeball ! Même pas mal ! (2004).
- 2006 : Kids' Choice Awards du meilleur doublage dans un film d'animation pour Madagascar (2006).
- Primetime Emmy Awards 2006 : Meilleur acteur invité dans une série télévisée comique pour Extras (2005).
- 2007 : MTV Movie Awards de la meilleure performance comique dans une comédie d'aventure pour La Nuit au musée (2006).
- 2009 : Kids' Choice Awards du meilleur doublage pour Madagascar 2 (2008).
- 2009 : MTV Movie Awards du meilleur moment WTF pour Tonnerre sous les tropiques (2008).
- 2010 : Dublin Film Critics Circle Awards du meilleur acteur pour Greenberg (2010).
- 2010 : MTV Movie Awards de la meilleure performance comique pour La Nuit au musée 2 (2009).
- 26e cérémonie des Independent Spirit Awards 2011 : Meilleur acteur pour Greenberg (2010).
- 2012 : BTVA Feature Film Voice Acting Awards de la meilleure performance vocale pour l'ensemble de la distribution dans un film d'animation pour Madagascar 3 : Bons baisers d'Europe (Madagascar 3: Europe's Most Wanted) (2012) partagé avec Chris Rock, David Schwimmer, Jada Pinkett Smith, Frances McDormand, Jessica Chastain, Bryan Cranston, Martin Short, Sacha Baron Cohen, Tom McGrath, Cedric the Entertainer, Andy Richter, Frank Welker, Conrad Vernon et Chris Miller.
- 2013 : Kids' Choice Awards du meilleur doublage dans un film d'animation pour Madagascar 3 : Bons baisers d'Europe.
- 65e cérémonie des Primetime Emmy Awards 2013 : Meilleure programme de divertissement pour Burning Love (2012-2013) partagé avec Stuart Cornfeld (Producteur exécutif), Mike Rosenstein (Producteur exécutif), Ken Marino (Producteur exécutif), Erica Oyama (Producteur exécutif) et Jonathan Stern (Producteur exécutif).
- 40e cérémonie des Saturn Awards 2014 : Meilleur acteur pour La Vie rêvée de Walter Mitty (The Secret Life of Walter Mitty) (2013).
- 2017 : Kids' Choice Awards des meilleures amies pour Zoolander 2 partagé avec Owen Wilson.
- 2018 : Legionnaires of Laughter Legacy Awards du meilleur acteur comique.
- 71e cérémonie des Primetime Emmy Awards 2019 :
  - Meilleure mini-série pour Escape at Dannemora (2018) partagé avec Michael Tolkin, Brett Johnson, Michael De Luca, Bryan Zuriff, Nicholas Weinstock, Bill Carraro, Adam Brightman et Lisa M. Rowe.
  - Meilleure réalisation pour une mini-série ou un téléfilmpour Escape at Dannemora.
- 2019 : Producers Guild of America Awards de la meilleure réalisation pour une mini-série ou un téléfilm pour Escape at Dannemora partagé avec Nicholas Weinstock, Michael De Luca, Bryan Zuriff, Brett Johnson, Michael Tolkin, Bill Carraro, Adam Brightman et Lisa M. Rowe.
- 2022 : Gold Derby Awards du meilleur épisode dramatique pour une série télévisée dramatique pour Severance (2021).
- 2022 : International Online Cinema Awards de la meilleure réalisation pour une série télévisée dramatique pour Severance.
- 74e cérémonie des Primetime Emmy Awards 2022 :
  - Meilleure série télévisée dramatique pour Severance partagé avec Nicholas Weinstock (Producteur exécutif), Jackie Cohn (Producteur exécutif), Mark Friedman (Producteur exécutif), Dan Erickson (Producteur exécutif), Andrew Colville (Producteur exécutif), Chris Black (Producteur exécutif), John Cameron (Producteur exécutif), Jill Footlick (Producteur coexécutif), Kari Drake (Producteur coexécutif), Adam Scott (Producteur), Patricia Arquette (Producteur), Aoife McArdle (Producteur), Amanda Overton (Producteur) et Gerry Robert Byrne (Producteur).
  - Meilleure réalisation pour une série télévisée dramatique pour Severance.

## Voix francophones
En France, Maurice Decoster est la voix française régulière de Ben Stiller. Emmanuel Curtil et Patrick Mancini l'ont également doublé respectivement à huit et quatre reprises. Par ailleurs, José Garcia,, est la voix de l'acteur pour la franchise Madagascar.
Au Québec, Alain Zouvi est la voix québécoise régulière de l'acteur.